# Obusier de 520 mm modèle 1916
L'obusier de 520 mm modèle 1916 est une pièce d'artillerie ferroviaire française construite à deux exemplaires durant la Première Guerre mondiale.

## Description
Ces deux obusiers furent commandés le 27 février 1916 à Schneider et Cie pour concurrencer les 420 mm allemands, mais le développement  fut plus long que prévu et le premier obusier ne fut livré qu’en novembre 1917 et le second en février 1918. 
Pour gérer l'énorme force de recul générés lors du tir, une combination d'affût et de nacelle à glissement fut inventée. Plusieurs poutres transversales étaient montées sous le chariot et fixés aux rails pour augmenter la friction, ce qui permit de limiter le recul total du chariot à 1 m. Le chariot devait ensuite être remis en position de tir à la manivelle ou avec des moteurs électriques. Le canon devait être chargé à l'horizontale, le artilleurs devaient donc viser de nouveau après chaque tir. Un système de chariot suspendu monté derrière le canon transportait les obus a la  culasse depuis le wagon à munitions. Les obus explosifs et perforants pesaient 1 370 et 1 654 kg. La hausse du canon et le transport des munitions était fait électriquement grâce à un wagon-générateur de 103 kW situé environs 10 m derrière.

## Historique de combat
Le premier obusier de 520 mm fut présenté à la presse alliée à des fins de propagande. Puis il fut détruit le 27 juillet 1918 lors de l'explosion prématurée d'un obus dans le canon durant des tests de tir à Saint-Pierre-Quiberon projetant des débris jusqu'à 2 km de la zone de tir mais ne causant aucune victime. Le deuxième fut livré en 1918 mais n'avait pas terminé ses tests de tirs lors de l'armistice.
Il fut ensuite stocké avec deux générateurs, un tube de rechange et plusieurs centaines d'obus.  Ne faisant pas partie des plans de mobilisation préventive il ne fut donc remis en service qu'après le début de la Seconde Guerre mondiale mais il eut à peine le temps d'être remis en état et ne fut pas affecté avant la capitulation. Il fut capturé par les Allemands dans les ateliers Schneider avant d'avoir eu l'occasion de tirer un seul obus.
Les Allemands le mirent en service sous le nom de 52 cm Haubitze (E) 871(f) et fut assigné à la 686e batterie ferroviaire. Sa première et seule utilisation au combat fut lors du siège de Léningrad à partir du 21 novembre 1941. Il fut également détruit par la détonation prématurée d'un obus dans le canon le 5 janvier 1942. Il fut ensuite abandonné sur place par les Allemands et capturé par les Soviétiques à la suite de la levée du siège.

## Galerie
|                                          |
| Soldat français devant un obus de 520 mm |

|                                                                                     |
| plan de l'obusier ou l'on voit le système de chargement suspendu (en haut à gauche) |